# Венето, Бартоломео
Бартоломео Венето (итал. Bartolomeo Veneto; 1480-е, Северная Италия — 1555, Турин) — итальянский живописец эпохи Возрождения венецианской школы.

## Жизнь и творчество
О происхождении Бартоломео Венето известно мало. По некоторым сведениям, он родился в районе Кремоны или Бергамо; в Бергамо же учился портретной живописи. Документально подтверждённые известия о нём имеются только в период между 1502 и 1531 годами. Вероятно, его фамилия была Бьянки и он долгое время оставался в Турине, что хорошо объясняет его познания в северной живописи «по ту сторону Альп». Подпись на первой из известных нам картин «Мадонна с Младенцем» с датой 9 апреля 1502 года: «Bartolamio mezo venizian е mezo cremonexe» переводится: «Бартоломео полувенецианец и полукремонец». Работал он преимущественно в Венеции и в Ломбардии.
В раннем творчестве Венето писал в стиле венецианской школы, за что и получил своё прозвание «Венецианец» (Veneto).

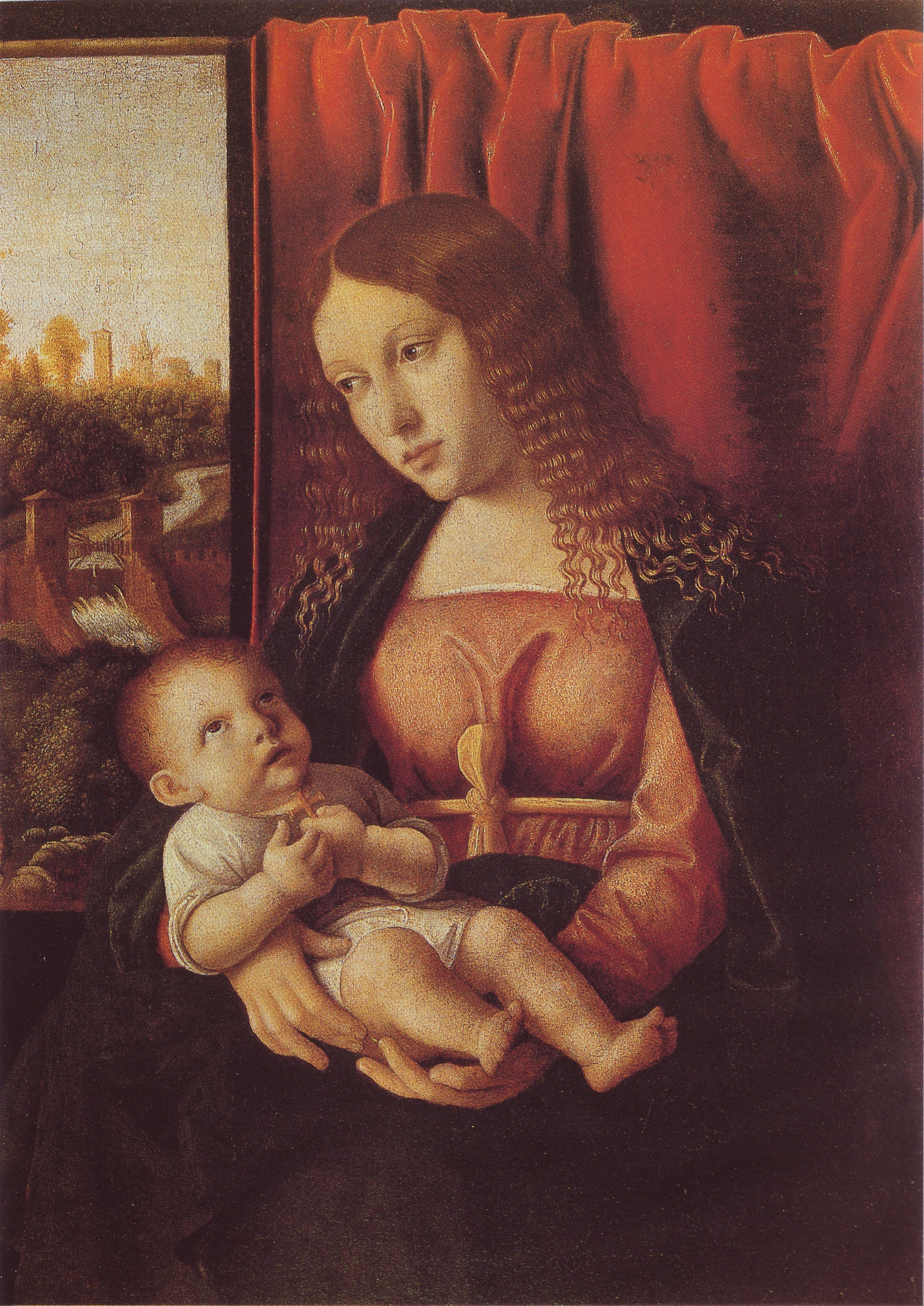
Мадонна с младенцем

Особенное влияние на его живопись оказало творчество Джованни Беллини и Антонелло да Мессина. Вероятно, около 1502 года он работал в мастерской Беллини в Венеции. В более поздний период, как и ряд других венецианских художников — Марко Марциале, Якопо де Барбари, Бенедетто Рускони (Диана), он перенял многие идеи у Альбрехта Дюрера, приезжавшего в Венецию в 1506 году. В начальный период контуры фигур и предметов на картинах Венето чёткие и жёсткие, в стиле Альвизе Виварини. Лишь после пребывания в Ферраре и в Милане, и знакомства с ломбардской школой живописи изображённое на его работах становится мягким и приближается к манере Леонардо да Винчи. В Ферраре и окрестностях Венето художник выполнял заказы представителей герцогского рода д’Эсте. Работал также в Падуе.
В первые годы после того, как художник покинул Венецию, он постепенно отходил от ранне-венецианской манеры итало-критской школы и всё более подпадал под воздействие художников Северного Возрождения: Дюрера и Луки Лейденского. Его краски стали яркими и насыщенными. В последний период творчества художник приобрёл твердость рисунка и оригинальную выразительность, результат влияния немецкой школы и Дюрера в частности.
Затем в его живописи стало преобладать влияние школы Леонардо да Винчи, в частности Джованни Больтраффио, ученика Леонардо. В последние годы жизни художника в его портретах легко распознать брешианский стиль, в особенности Алессандро Моретто и Джованни Савольдо. Одной из заслуг Венето является то мастерство, с которым он в своих произведениях соединил достижения северного и итальянского Возрождения.
Принято считать, что Бартоломео принадлежат сорок картин, но только девять из них имеют подписи с именем художника. Четверть — это религиозные картины, написанные в начале его деятельности, остальные — портреты. Интерес к художнику возник только в XIX веке. В 1871 году четыре работы Бартоломео были переданы Лувру. В самом конце девятнадцатого века, в 1899 году, Адольфо Вентури опубликовал первую статью о живописце.
Некоторые известные работы Венето хранятся в картинных галереях Франкфурта, Флоренции, Лондона, Парижа, Рима и Бергамо

## Галерея

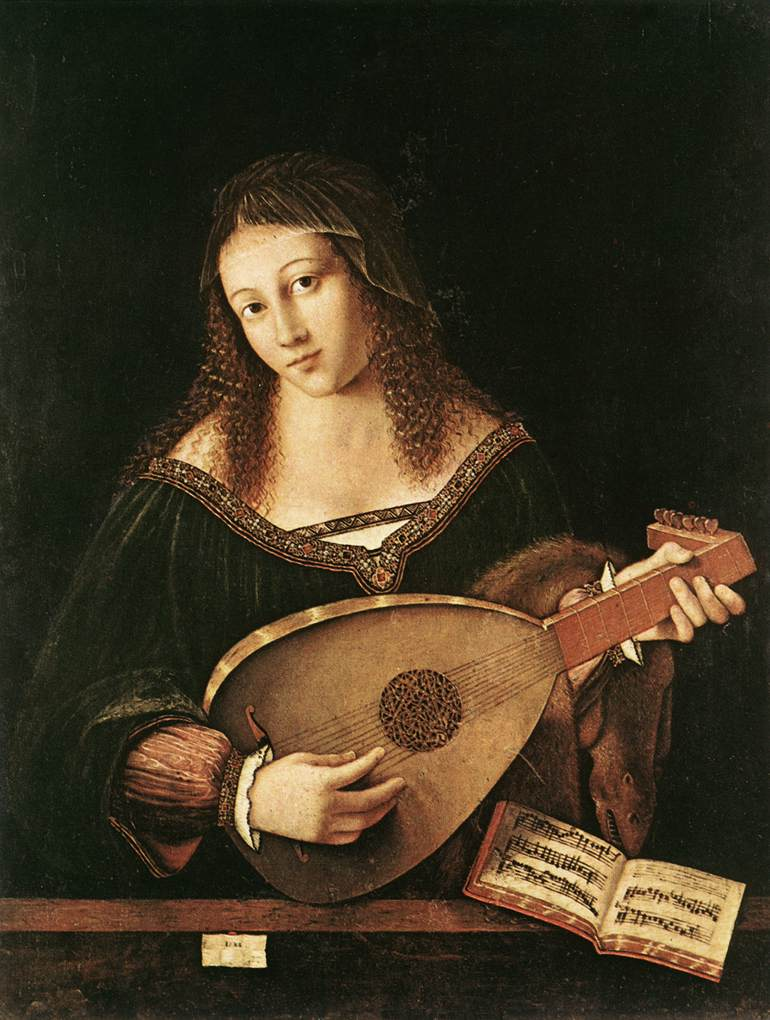
Женщина, играющая на лютне. 1520. Дерево, масло. Пинакотека Брера, Милан
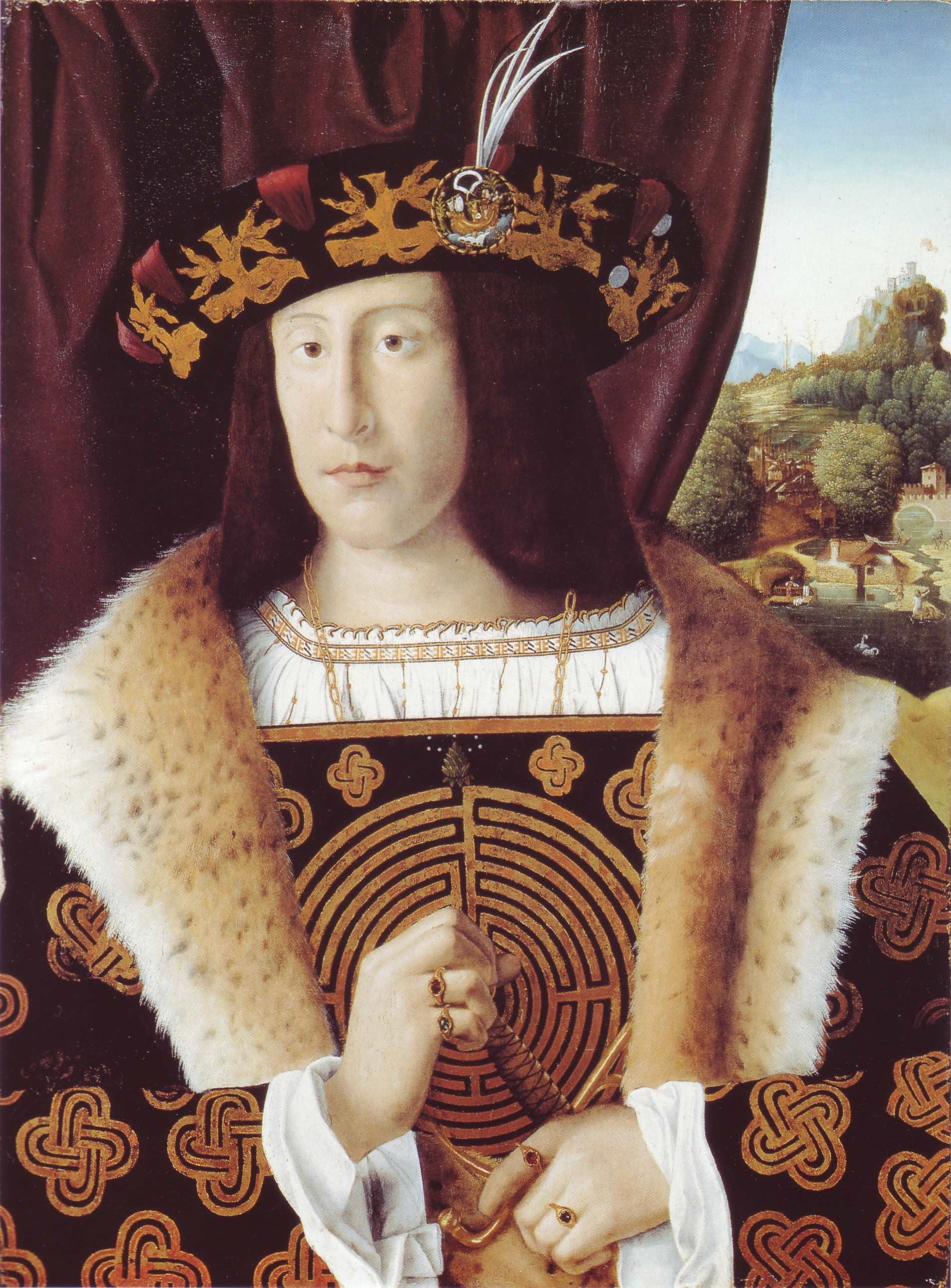
Портрет молодого человека. 1520-е. Дерево, масло. Музей Фицуильяма, Кембридж, Великобритания
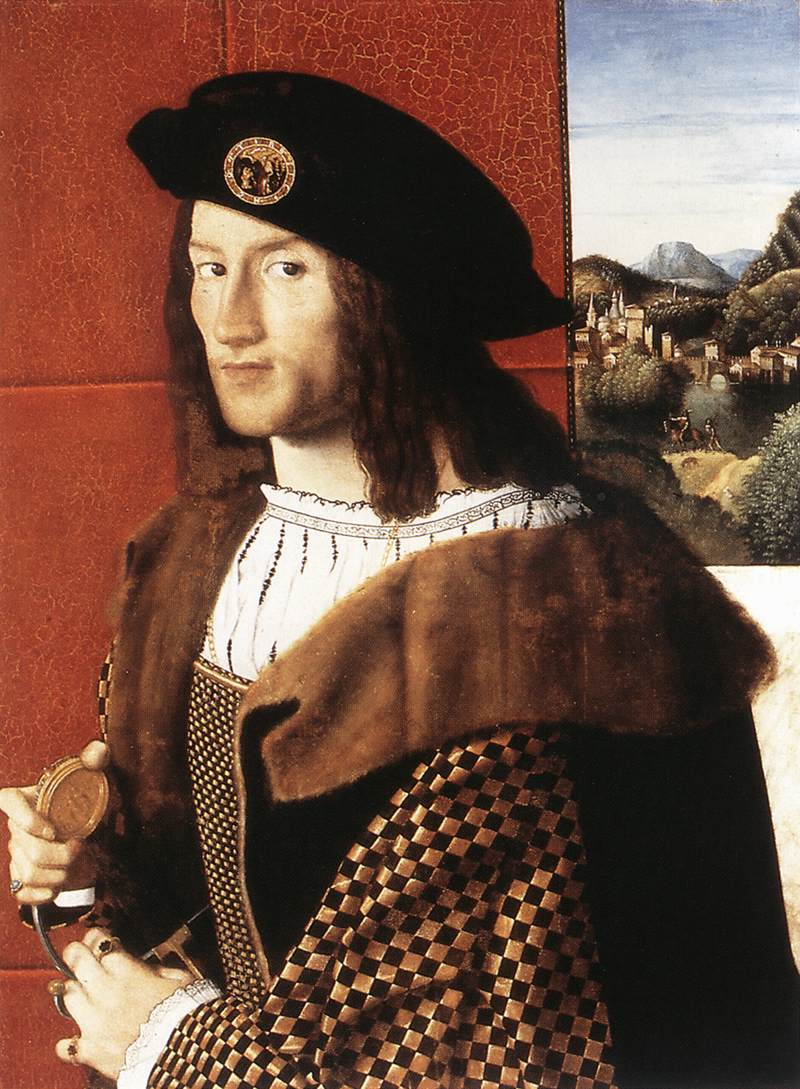
Портрет благородного юноши. 1512. Дерево, масло. Палаццо Барберини, Рим
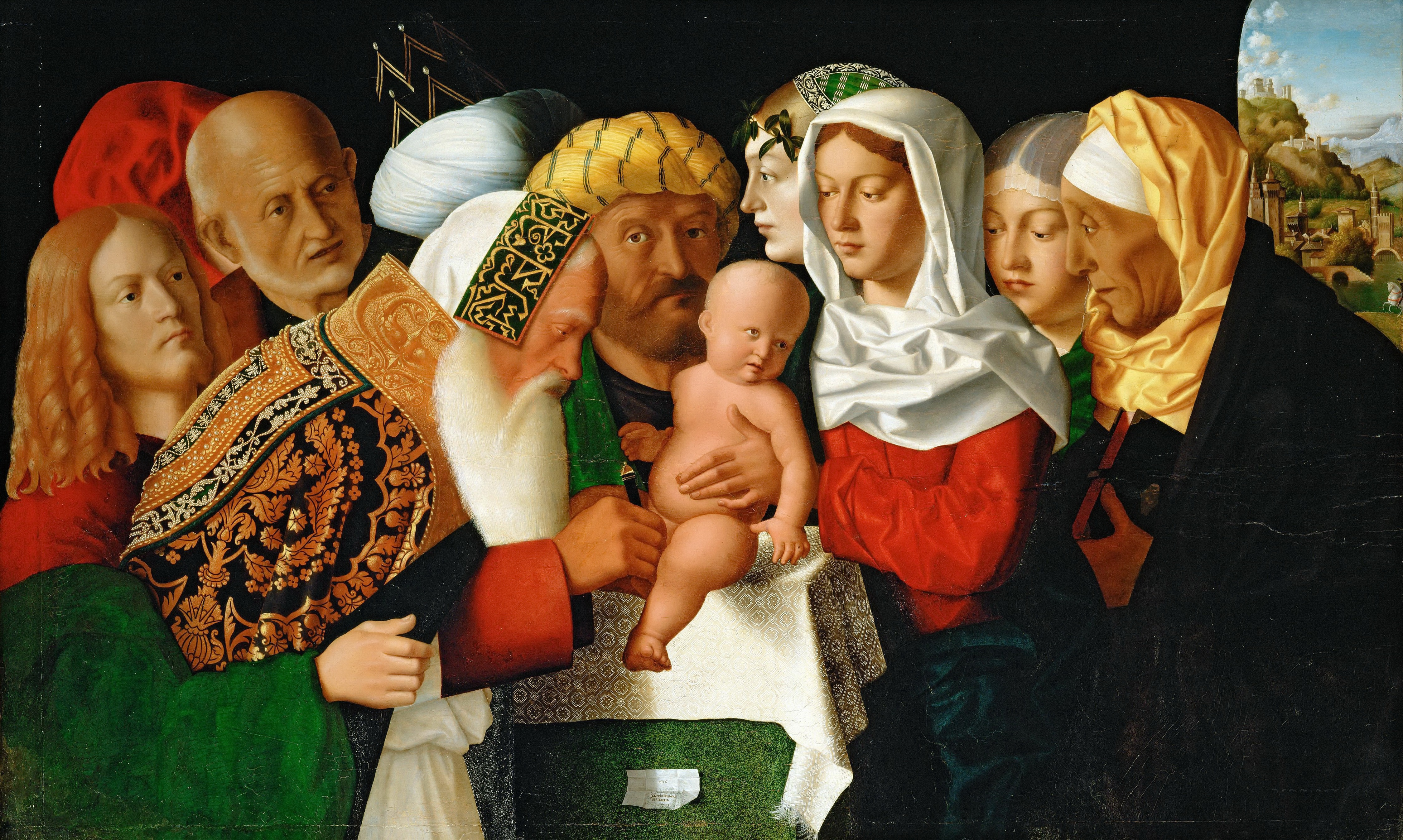
Обрезание младенца Христа. 1506. Дерево, масло. Лувр, Париж
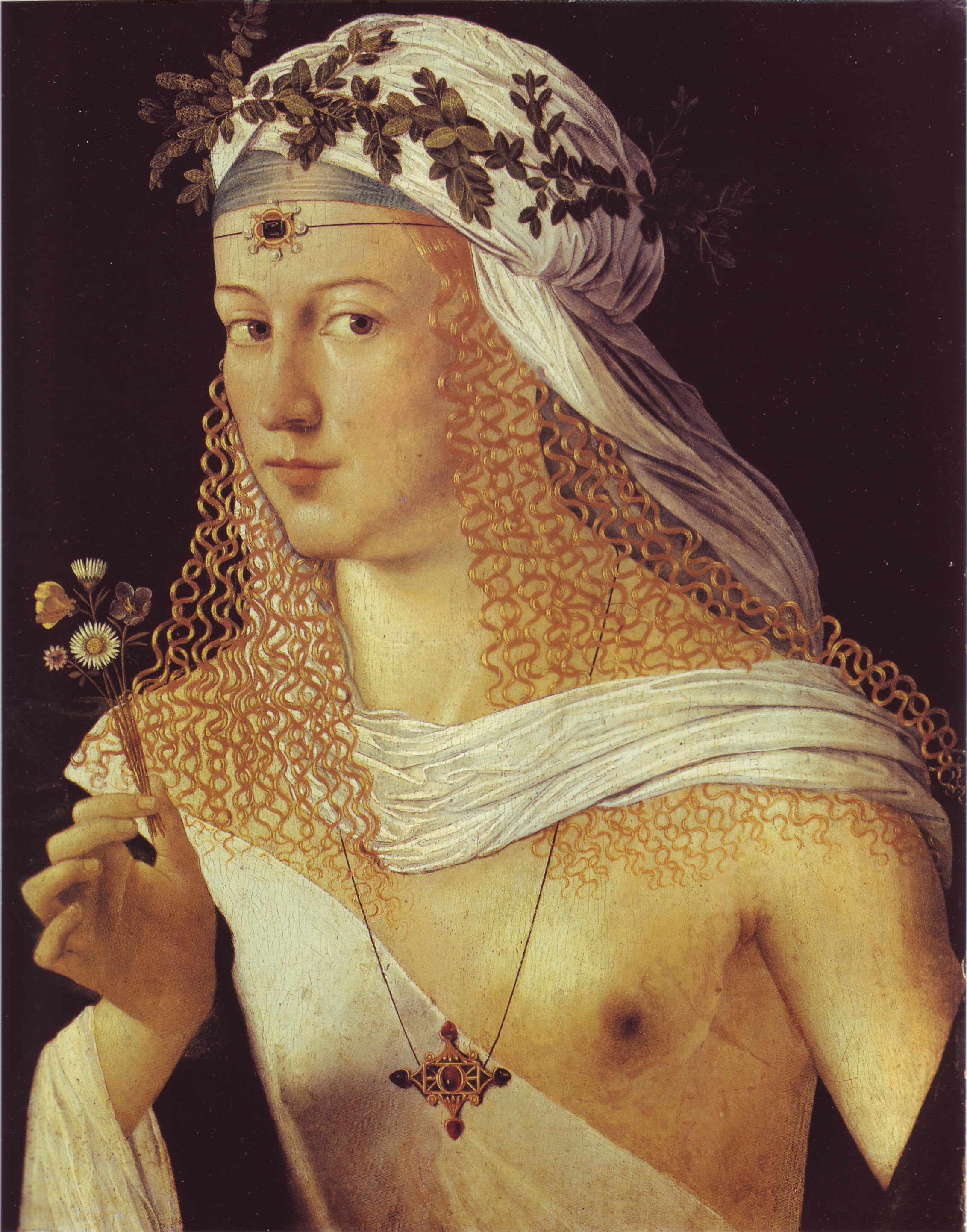
Портрет Лукреции Борджии в образе Флоры. 1520-е. Дерево, темпера, масло.  Штеделевский художественный институт, Франкфурт-на-Майне
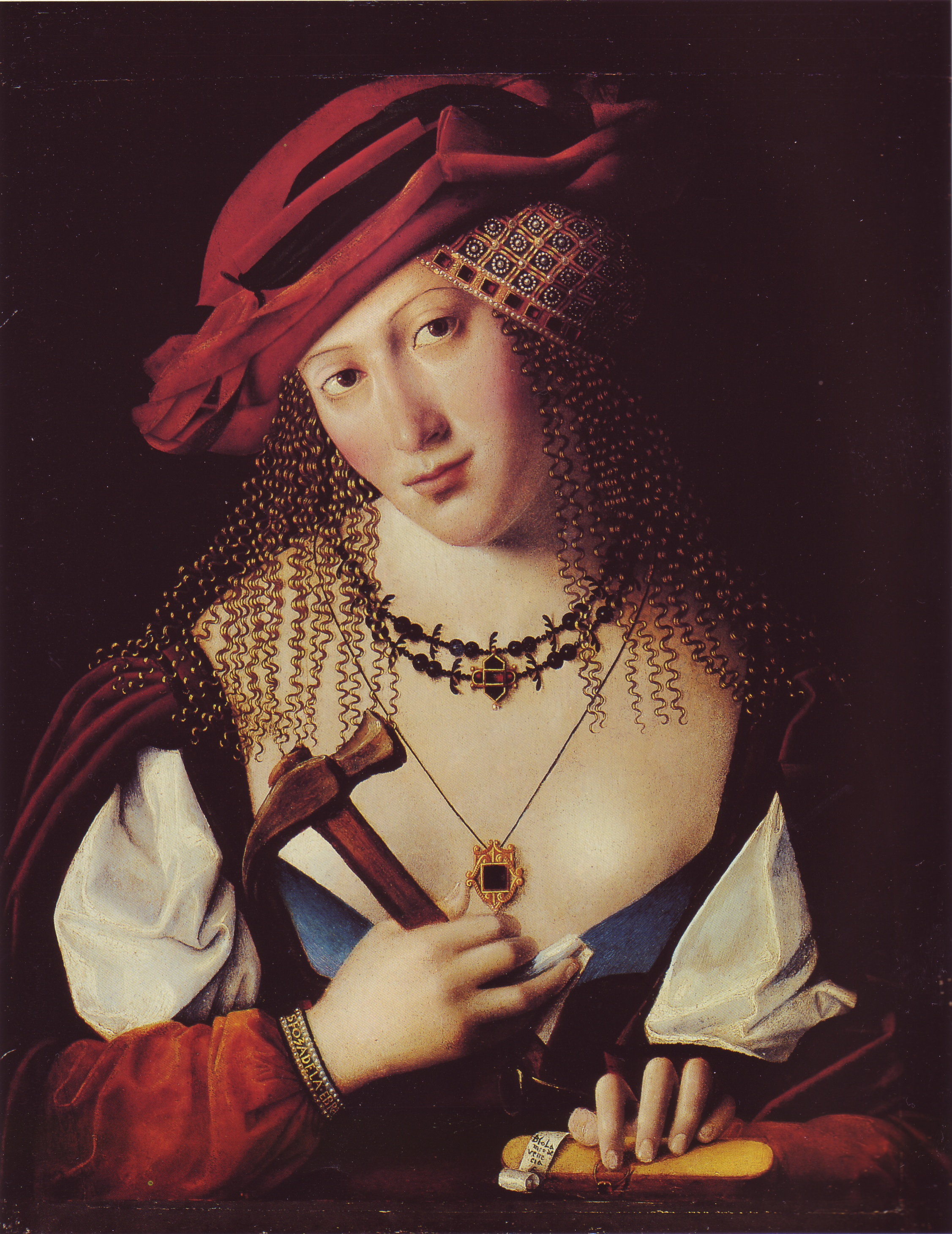
Портрет донны Эбреа с атрибутом Иаили. 1520-е. Дерево, масло. Частное собрание
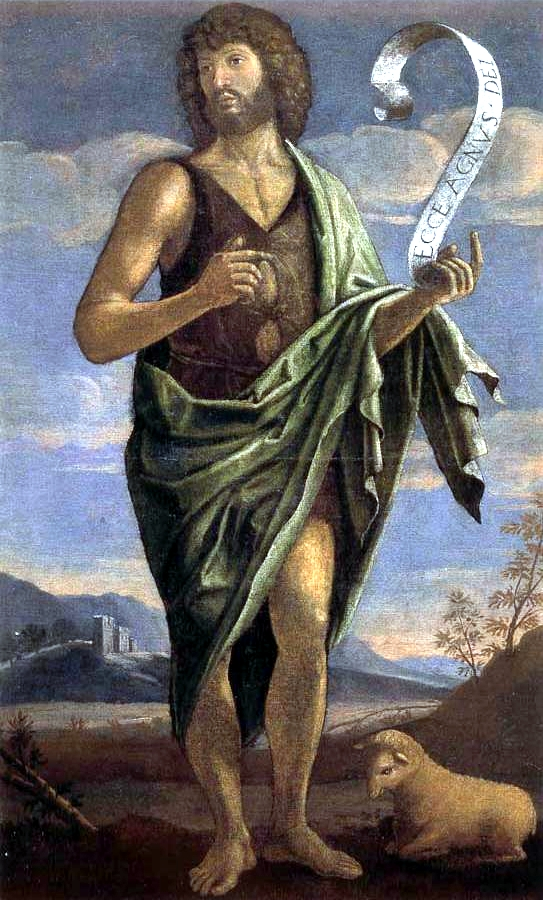
Иоанн Креститель. Местонахождение неизвестно
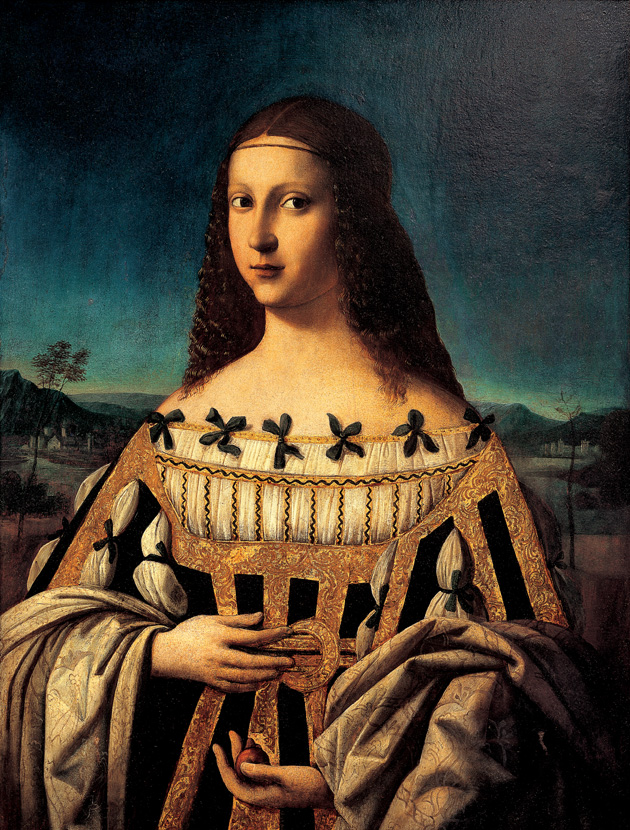
Портрет Беаты Беатриче II д’Эсте. 1510-е. Холст, масло. Художественный музей Снит Университета Нотр-Дам, Индиана, США